# Саул, Бруно Эдуардович
Бруно Эдуардович Саул (эст. Bruno Saul; 8 января 1932, Нарва, Эстонская Республика — 3 марта 2022, Таллин) — эстонский и советский политик, председатель Совета Министров Эстонской ССР (1984—1988).

## Биография
В 1951—1956 годах учился в Ленинградском институте электротехнической промышленности, после чего работал инженером, а с 1960 года — начальником Центра радиовещания Эстонской ССР в Таллинне. С 1960 года — член КПСС и сотрудник Министерства связи Эстонской ССР, затем начальник отдела и главный инженер, с 1966 по 1969 год — заместитель министра, с 1969 по 1975 год — министр связи Эстонской ССР. В 1973 году окончил Высшую Партийную Школу при ЦК КПСС, в 1977 году стал кандидатом экономических наук.
С 1975 по 1983 год — заместитель Председателя Совета Министров Эстонской ССР. С 1983 по 1984 год — секретарь ЦК Коммунистической Партии Эстонии. С 18 января 1984 по 16 ноября 1988 года — Председатель Совета Министров Эстонской ССР. В 1986—1990 годах — кандидат в члены ЦК КПСС. Был в Эстонии непопулярным и вошёл в историю как один из символов эры застоя. На первом съезде Эстонского зелёного движения 1 сентября 1988 года председатель движения Велло Похла высказал 1 резолюцию движения, которой являлось категорическое требование Верховному Совету республики — освободить Сауля от должности в течение 60 суток. Требование было встречено бурными аплодисментами. Сауль ушёл в отставку в ноябре 1988 года.
Депутат Верховного Совета СССР 11 созыва.

## Награды
- Орден Трудового Красного Знамени (трижды)
- Орден «Знак Почёта»
- Лауреат Государственной премии СССР (1981)